# Szirtikenguruk

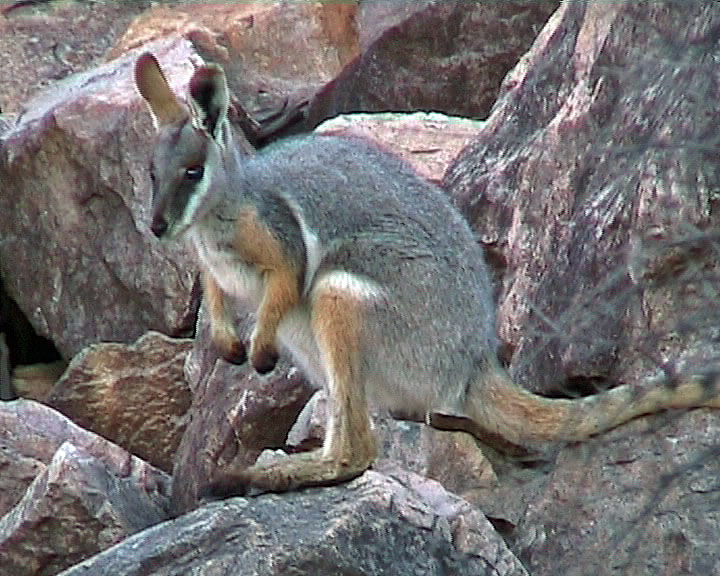
Sárgalábú szirtikenguru (Petrogale xanthopus)

A szirtikenguruk (Petrogale) az emlősök (Mammalia) osztályának az erszényesek (Marsupialia) alosztályágába, ezen belül a diprotodontia rendjébe és a kengurufélék (Macropodidae) családjába tartozó nem. Az idetartozó 16 fajjal ez a legnagyobb nem a kengurufélék családjában.

## Előfordulásuk
A szirtikenguruk egész Ausztráliában megtalálhatóak a sziklás vidékeken: a tengerpartoktól a kontinens belsejének hegyvidékéig.

## Megjelenésük
A szirtikenguruk fej-törzs-hossza 50-80 centiméter, farokhossza 40-70 centiméter és testtömege 3-9 kilogramm. Az óriáskenguruktól eltérően a szirtikenguruk farka vékony, puha, és a szikláról sziklára ugráláskor kormányként szolgál. Hátsó lábukon éles karmok vannak a mászáshoz, középső ujjaik mozgékonyak; széles, vastag tappancsukon pedig olyan a talp, akár a hegymászóbakancsé.

## Életmódjuk
Az Petrogale nem fajai társas lények. Tápláléka fű, szárazság idején levelek, fakéreg és gyökerek is. Fogságban 14 évig élnek.

## Szaporodásuk
Az ivarérettséget 18 hónapos korban érik el. Kedvező feltételek mellett egész évben tarthat, a párzási időszak. A vemhesség egyhónapig tart. Az erszényben 8 hónapot tölt, az alulfejlett kölyök.

## Rendszerezés
A nembe az alábbi 16 faj tartozik:
- Petrogale assimilis
- rövidorrú szirtikenguru (Petrogale brachyotis)
- Petrogale burbidgei
- york-félszigeti szirtikenguru (Petrogale coenensis)
- törpe szirtikenguru (Petrogale concinna)
- Godman-szirtikenguru (Petrogale godmani)
- Herbert-szirtikenguru (Petrogale herberti)
- queenslandi szirtikenguru (Petrogale inornata)
- feketelábú szirtikenguru (Petrogale lateralis)
- Mareeba-szirtikenguru (Petrogale mareeba)
- közönséges hegyi kenguru (Petrogale penicillata) - típusfaj
- Proserpine szirtikenguru (Petrogale persephone)
- vörösnyakú szirtikenguru (Petrogale purpureicollis)
- Rothschild-szirtikenguru (Petrogale rothschildi)
- Sharman-szirtikenguru (Petrogale sharmani)
- sárgalábú szirtikenguru (Petrogale xanthopus)